# 石川大地
石川 大地（いしかわ だいち、1996年2月22日 - ）は、茨城県神栖市出身のプロサッカー選手。Jリーグ・ジェフユナイテッド千葉所属。ポジションは、フォワード（FW）。

## 来歴
物心ついた頃から鹿島アントラーズの試合を観戦して育つ。神栖市立神栖第二中学校時代に全国中学校サッカー大会に、鹿島学園高等学校からの誘いを断り進学した水戸啓明高等学校時代に全国高等学校サッカー選手権大会に出場し、ベスト16に進出。大会後にはデュッセルドルフ国際ユースサッカー大会に日本高校選抜として出場。
松本山雅FCに練習参加するが、プロとの力の差に危機感を覚え、八城修監督から勧誘されていた桐蔭横浜大学への進学を決意。エースFWとして活躍し、大学の関東1部リーグ残留に貢献した。2016年には全日本大学選抜に選出。
2018年にFC岐阜へ加入。
2019年7月23日、アスルクラロ沼津に期限付き移籍する事を発表。
2020年、FC岐阜へ復帰した。シーズン終了後、契約満了による退団が発表された。
2021年、ガイナーレ鳥取に移籍。2022年11月12日のJ3第33節・Y.S.C.C.横浜戦で3得点を挙げハットトリックを達成、同年のJ3でチーム最多・リーグ全体でも3位タイとなる15得点を挙げた。
2023年、ロアッソ熊本に移籍。開幕から出番を掴み、動き出しの質の高さやシュート精度、献身的な守備で主力に定着すると、ゴールを量産し得点ランクでも上位につけた。チームもプレーオフ圏内を狙うような立ち位置だったが、第17節(水戸戦)で自身が2ゴールした後に靭帯損傷の重症を負い、全治8か月と診断され長期離脱となってしまった。チームはその後低迷し、一時はJ3降格圏を彷徨うことになった。
2024年シーズンは開幕からチームに合流するも1ゴールにとどまり、第5節から再び負傷で離脱した。第13節で戦列に復帰すると第17節以降はスタメンに復帰し、J2ではキャリアハイとなる10ゴールの活躍を見せた。
2025年、ジェフユナイテッド千葉に完全移籍。

## 人物・プレースタイル
- テクニックに長け、オフ・ザ・ボールの動きに優れる。キープ力も高い[2]。自身は興梠慎三や大迫勇也を参考にプレーしていると語る[10]。
- 中学から大学まで、中村俊輔に憧れ背番号「10」を好んで着けた[2]。

## 所属クラブ
- 息栖サッカースポーツ少年団[1]
- 神栖市立神栖第二中学校
- 水戸啓明高等学校
- 桐蔭横浜大学
- 2018年 - 2020年  FC岐阜
  - 2019年7月 - 同年12月  アスルクラロ沼津 (期限付き移籍)
- 2021年 - 2022年  ガイナーレ鳥取
- 2023年 - 2024年  ロアッソ熊本
- 2025年 -  ジェフユナイテッド千葉

## 個人成績
| 国内大会個人成績 | 国内大会個人成績 | 国内大会個人成績 | 国内大会個人成績 | 国内大会個人成績 | 国内大会個人成績 | 国内大会個人成績 | 国内大会個人成績 | 国内大会個人成績 | 国内大会個人成績 | 国内大会個人成績 | 国内大会個人成績 |
| 年度             | クラブ           | 背番号           | リーグ           | リーグ戦         | リーグ戦         | リーグ杯         | リーグ杯         | オープン杯       | オープン杯       | 期間通算         | 期間通算         |
| 年度             | クラブ           | 背番号           | リーグ           | 出場             | 得点             | 出場             | 得点             | 出場             | 得点             | 出場             | 得点             |
| 日本             | 日本             | 日本             | 日本             | リーグ戦         | リーグ戦         | リーグ杯         | リーグ杯         | 天皇杯           | 天皇杯           | 期間通算         | 期間通算         |
| ---------------- | ---------------- | ---------------- | ---------------- | ---------------- | ---------------- | ---------------- | ---------------- | ---------------- | ---------------- | ---------------- | ---------------- |
| 2018             | 岐阜             | 18               | J2               | 13               | 1                | -                | -                | 0                | 0                | 13               | 1                |
| 2019             | 岐阜             | 18               | J2               | 5                | 0                | -                | -                | 1                | 0                | 6                | 0                |
| 2019             | 沼津             | 36               | J3               | 14               | 2                | -                | -                | -                | -                | 14               | 2                |
| 2020             | 岐阜             | 18               | J3               | 13               | 1                | -                | -                | -                | -                | 13               | 1                |
| 2021             | 鳥取             | 18               | J3               | 24               | 6                | -                | -                | 1                | 0                | 25               | 6                |
| 2022             | 鳥取             | 18               | J3               | 33               | 15               | -                | -                | 1                | 0                | 36               | 15               |
| 2023             | 熊本             | 18               | J2               | 17               | 9                | -                | -                | 0                | 0                | 17               | 9                |
| 2024             | 熊本             | 18               | J2               | 27               | 10               | 0                | 0                | 0                | 0                | 27               | 10               |
| 2025             | 千葉             | 20               | J2               |                  |                  |                  |                  |                  |                  |                  |                  |
| 通算             | 日本             | 日本             | J2               | 62               | 20               | 0                | 0                | 1                | 0                | 36               | 1                |
| 通算             | 日本             | 日本             | J3               | 84               | 24               | -                | -                | 2                | 0                | 86               | 24               |
| 総通算           | 総通算           | 総通算           | 総通算           | 146              | 44               | 0                | 0                | 3                | 0                | 149              | 44               |

- Jリーグ初出場 - 2018年8月11日 J2第28節・京都サンガF.C.戦（岐阜メモリアルセンター長良川競技場）
- Jリーグ初得点 - 2018年10月13日 J2第37節・ファジアーノ岡山戦（岐阜メモリアルセンター長良川競技場）